# Павелкі (Ломжинський повіт)
Павелкі (пол. Pawełki) — село в Польщі, у гміні Єдвабне Ломжинського повіту Підляського воєводства.
Населення — 82 особи (2011).
У 1975-1998 роках село належало до Ломжинського воєводства.

## Демографія
Демографічна структура станом на 31 березня 2011 року:
|          | Загалом | Допрацездатний вік | Працездатний вік | Постпрацездатний вік |
| -------- | ------- | ------------------ | ---------------- | -------------------- |
| Чоловіки | 50      | 9                  | 34               | 7                    |
| Жінки    | 32      | 8                  | 15               | 9                    |
| Разом    | 82      | 17                 | 49               | 16                   |